# Tetrisaarenluoto
Tetrisaarenluoto är en ö i Finland. Den ligger i sjön Saimen och i kommunerna Villmanstrand och Ruokolax och landskapet Södra Karelen, i den södra delen av landet, 230 km nordost om huvudstaden Helsingfors. Öns största längd är 80 meter i öst-västlig riktning.